# 喬治·斯蒂芬諾伯羅斯
喬治·羅伯特·斯特凡諾普洛斯（英語：George Robert Stephanopoulos，1961年2月10日—）是美國記者、政治家。他曾在克林頓政權中擔任要職，現在則是美國廣播公司（ABC）華盛頓支局長。自2009年12月開始，他也是《早安美國》的主持人。

## 早年生涯
喬治·斯蒂芬諾伯羅斯生於马萨诸塞州福尔里弗，是罗伯特·喬治·斯蒂芬諾伯羅斯之子，擁有希臘血統。家庭信奉東正教，喬治的家父更是紐約的東正教牧師，其母為希臘正教美國總教區的新聞部主任，且服務多年。由於其家庭背景與信仰，他少年時曾經想成爲牧師。
其後，他搬至俄亥俄州就讀奧蘭治中學，在奧蘭治期間，深深受角力吸引。
斯蒂芬諾普洛斯的父親希望他的兒子成為律師或牧師。喬治在華盛頓特區找到了一份工作，作為俄亥俄州民主黨國會議員埃德·費根的助手，向父親承諾最終將進入法學院。
1984年，喬治在英國的牛津大學貝利奧爾學院修讀藝術及神學碩士學位（Masters of Arts and Theology），更獲得羅德獎學金。

## 早期工作
1988年，喬治為當年的美國總統參選人，麥可·杜卡基斯的競選工作努力，他註意到他對這次競選活動的一個重點是麥可是來自馬薩諸塞州的希臘裔美國人。競選之後，喬治成爲了美國眾議院議長理查德·蓋法特的前綫人員，直至他參加克林頓的選舉。

## 克林頓政府
喬治在1992年，連同詹姆斯‧卡維爾和大衛·威爾海姆擔任比爾·柯林頓1992年美國總統選舉的選舉助理，其在總統選舉的職責在1993年的美國紀錄片The War Room，一個關於1992年總統選舉的紀錄片中被描寫。
在克林頓的任期中，喬治擔任「實際上的」白宮新聞秘書，縱使迪·迪·麥爾斯在職位上才是真正的白宮新聞秘書。
他的回憶錄《人之常情：思想政治教育工作》（All Too Human: A Political Education，1999年）在他於克林頓的第二任期內離開白宮以後公佈。它迅速成為紐約時報暢銷書排行榜上的暢銷書。在書中，斯蒂芬諾普洛斯談到了他的抑鬱症，以及為克林頓白宮傳達信息的壓力，他的臉如何感染蕁麻疹。克林頓在他的自傳“我的生活”中也提到了這本書，更在那裏回想起這位年輕職員的和對他過分要求而道歉。
斯蒂芬諾普洛斯的書涵蓋了他與克林頓在1991年9月遇見他的那天，到斯蒂芬諾普洛斯於1996年12月離開白宮，和兩次總統競选和在白宮四年的經歷。斯蒂芬諾普洛斯在書中描述克林頓是一個“複雜的人，擁有我發現既令人敬畏又令人震驚的方式回應公共生活的壓力和樂趣”